# Fígols i Alinyà

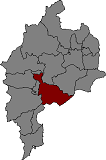
Położenie gminy na mapie comarki Alt Urgell

Fígols i Alinyà (hiszp. Fígols y Aliñá) – gmina w Hiszpanii,  w Katalonii, w prowincji Lleida, w comarce Alt Urgell.
Powierzchnia gminy wynosi 101,78 km². Zgodnie z danymi INE, w 2005 roku liczba ludności wynosiła 273, a gęstość zaludnienia 2,68 osoby/km². Wysokość bezwzględna gminy równa jest 602 metry. Współrzędne geograficzne gminy to 42°12'17"N, 1°20'30"E.

## Dynamika populacji
- 1991 – 347
- 1996 – 306
- 2001 – 267
- 2004 – 271
- 2005 – 273

## Miejscowości
W skład gminy Fígols i Alinyà wchodzi pięć miejscowości:
- Alinyà – liczba ludności: 70
- L'Alzina d'Alinyà – 29
- Canelles – 6
- Fígols – 152
- Perles – 16